# Michael Browne (Politiker, II)
Michael Sherwin Harris Browne (* im 20. Jahrhundert in Saint John’s) ist ein aus Antigua und Barbuda stammender Politiker der Antigua Labour Party. Seit 2014 gehört er dem Repräsentantenhaus an.

## Familie und Ausbildung
Geboren wurde Browne in Saint John’s. Seine Mutter stammt aus Sea View Farm, sein Vater aus Urlings Village. Seine Kindheit verbrachte er bei seiner Mutter in deren Heimatdorf. Seine Ausbildung erhielt er zunächst an der University of the West Indies in Mona auf Jamaika. Nachdem er dort seinen Abschluss erworben und dann seine Ausbildung unterbrochen hatte, absolvierte er einen Aufbaustudiengang an der Pace University in New York City. Dort war er der erste Student, der zwei Masterstudiengänge parallel absolvierte und erfolgreich abschloss. Einen weiteren Aufbaustudiengang absolvierte er an der Columbia University. Gegenwärtig promoviert er an der Howard University.

## Beruflicher Werdegang und politische Karriere
Nach dem Abschluss seines Grundstudiums arbeitete Browne zunächst als Lehrer an der Princess Margaret School in St. John’s. In dieser Zeit war er auch in der Redaktion der Antigua Sun. Später arbeitete er in der Tourismusbranche. Bei den Unterhauswahlen 2014 nominierte ihn seine Partei als Kandidat im Wahlkreis All Saints West. Er konnte sich mit 54,49 % gegen den Amtsinhaber Lorencezo Codrington von der United Progressive Party durchsetzen. In der Regierung von Premierminister Gaston Browne fungiert er seitdem als Minister für Bildung, Wissenschaft und Technologie.

## Publikationen (Auswahl)
- Mobile Education in Sudan. Conduit to EFA or Optical Illusion? In: Burde, Dana et al. (Hrsg.): Education in Emergencies and Post-Conflict Situations: Problems, Responses and Possibilities. Band 2. Society for International Education, New York 2004, OCLC 59554455, S. 106–115 (online [PDF; abgerufen am 16. Juni 2015]).